# بلوط مغربی
بلوط مغربی (Quercus lusitanica)، از گونه‌های بلوط بومی مراکش، اسپانیا، پرتقال و ایران است.